# Giovanni Anastasi
Giovanni Anastasi (Senigallia, 17 marzo 1653 – Macerata, 13 marzo 1704) è stato un pittore italiano.

## Vita

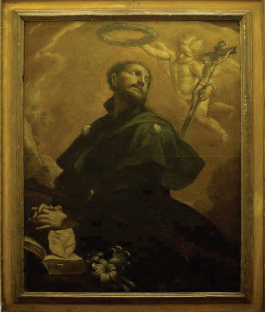
San Giacomo

Nato a Senigallia nel 1653, si è formato ad Urbino presso il suocero, il modesto pittore Alfonso Patanazzi. L'Anastasi è stato protagonista di una brillante carriera che lo portò, nei pochi decenni della sua vita, ad una intensa attività tra Misa e Cesano, nell'entroterra pesarese, su tutti a Pergola, e più a sud, a Tolentino e Macerata, dove morì a soli 51 anni, affrescando i saloni dei conti de Vico (1704).
Le numerose opere commissionate da personaggi o enti di grande prestigio sono testimoni del successo riscontrato dall'Anastasi. Sulla sua figura sono però scorsi secoli di indebito oblio: sino a pochi mesi fa si conoscevano poche notizie della sua vita. Le ricerche di archivio fatte da Flavio Solazzi hanno però fatto luce su molti aspetti della sua vita e delle sue opere, agevolando il processo di attribuzione e ricognizione dell'opera del pittore.

## Opere
A Senigallia: Adorazione dei Magi, Adorazione dei pastori, due tele con miracoli di Sant'Antonio di Padova, Assunta con Angeli e Santi Crocifissione con Santi, due storie di Sant'Antonio abate, venti tele con storie del Vecchio Testamento, Autoritratto dell'Anastasi, otto cassapanche.
Ad Ostra: Matrimonio della Vergine, due tele rappresentanti due miracoli di San Filippo.
A Fossombrone: Santa Rosa da Viterbo, Madonna con Santi.
A Pergola: Madonna con Santi, San Giovanni da Capestrano e San Pasquale Baylon, Madonna con Bambino e Santi protettori di Pergola, Affreschi con gloria della Santa e figure allegoriche, Decorazioni architettoniche e affreschi dell'abside, Martirio di Sant'Andrea, quattro tele con i Dottori della Chiesa.
A San Costanzo: due tele rappresentanti la Madonna con Santi.
Ad Urbino: due miracoli di S. Gregorio Magno,	S. Pietro, S. Paolo, Arcangelo Gabriele, Vergine Annunziata, Dio Padre. Realizzate per il piccolo oratorio di San Gregorio, poi spostate nel Museo diocesano Albani.
A Tolentino: Tela con miracolo di san Giovanni (da san Facondo), 35 grandi affreschi nel chiostro con miracoli di san Nicola da Tolentino.
A Macerata: Soffitti affrescati con soggetti storici e mitologici.